# Анфим VII
Патриа́рх Анфи́м VII (греч. Πατριάρχης Άνθιμος Ζ΄; в миру Ангелос Цацос греч. Ἄγγελος Τσάτσος; 1827, Плисевица Филиатская, Эпир, Османская империя — 5 (18) декабря 1913, Антигона, Османская империя) — Архиепископ Константинополя — Нового Рима и Вселенский Патриарх (1895—1897).

## Биография и труды
Учился в Зосимовской школе в Янине; в 1861 году окончил Халкинскую богословскую школу на Халки; слушатель в Афинском университете.
Преподавал в Зосимовской школы и женском институте в Янине, исполняя обязанности иерокирикса. В июне 1869 года хиртонисан во епископа Парамифийского; с 1877 года — митрополит Эносский. В 1889 году отказался от назначения на Анхиальскую кафедру, проживая в Янине; в 1893 году — митрополит Корчанский, а с 21 июля 1894 года — митрополит Леросский и Калимносский.
После отречения в январе 1897 года удалился на остров Антигона, где и скончался.
Во время преподавательской деятельности в Зосимовской школе составил трактат «Доказательства Божества Иисуса Христа, заимствованные из Священного Писания и творений святых отцов» (Афины, 1865) — опровержение работы Жозефа Ренана «Жизнь Иисуса»; в 1892 году издал сборник слов на Евангелие от Иоанна под названием «Наставник благочестия».
Его подпись стоит под Окружным посланием, изданном в августе 1895 года в ответ на прозелитическую энциклику папы Римского Льва XIII к православным народам Praeclara Gratulationis от 20 июня 1894 года. Послание Патриарха и Синода, подтверждая основные тезисы Окружного послания 1848 года, подписанного патриархом Анфимом VI и другими, в частности, гласило: «<…> Оставляя без внимания эти образовавшиеся на Западе важные и существенные относительно веры разности между двумя церквами, Его блаженство выставляет в своей энциклике важнейшею и будто бы единственною причиною разделения вопрос о главенстве римского епископа, при чём отсылает нас к источникам, чтобы мы исследовали, как думали наши предки и что завещали нам первые времена христианства. Но, обращаясь к отцам Церкви и Вселенским Соборам первых девяти веков, мы вполне удостоверяемся, что на епископа римского никогда не смотрели в Церкви как на высшую власть и непогрешимую главу, и что каждый епископ есть глава и предстоятель своей частной церкви, подчиняющейся только соборным определениям и решениям Церкви вселенской, как единственно непогрешимым, и, как показывает история церковная, епископ римский нисколько не составлял из этого правила исключения. <…> папская церковь, хотя и признает уже порчу и подложность тех декреталий, на которых основываются неограниченные её притязания, однако не только упорствует возвратиться к канонам и определениям Вселенских Соборов, но и в исходе вот уже XIX столетия, продолжая расширять существующую пропасть разделения, открыто провозгласила, к удивлению всего христианского мира, непогрешимость римского епископа. Православная восточная и кафолическая Христова Церковь, кроме неизреченно воплотившагося Сына и Слова Божия, никого другого не знает, кто бы пребывал на земле непогрешимым. Сам апостол Пётр, преемником которого мнит себя папа, трижды отрёкся от Господа; он же был обличаем апостолом Павлом, как не право поступивший в отношении к истине Евангельской (Гал. 2:11).»
Был смещён ввиду недостаточной, по мнению некоторых греков, энергичности в вопросе о назначении митрополита Ускюбского (Скопие): вместо грека был назначен серб Фирмилиан.